# Neopeltopsis hicksi
Neopeltopsis hicksi is een eenoogkreeftjessoort uit de familie van de Peltidiidae. De wetenschappelijke naam van de soort is voor het eerst geldig gepubliceerd in 1979 door Pallares.